# 鳳冠孔雀雉
鳳冠孔雀雉（Polyplectron malacense）又名馬來孔雀雉,是一種中等身形的孔雀雉。牠們長53厘米，身體呈褐色而有黑色斑點，冠長而呈深藍綠色，紅色的面部沒有羽毛，瞳孔藍白色，上身及尾羽有綠色的大眼斑紋，共有22條尾羽。雌鳥較為細小及沉色。

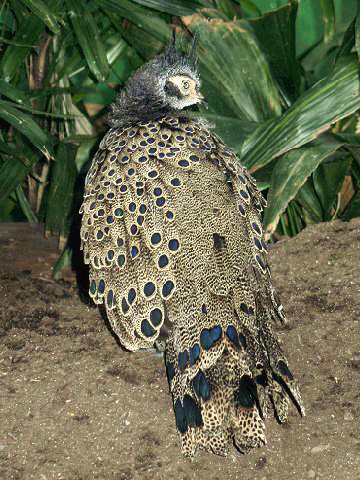
鳳冠孔雀雉

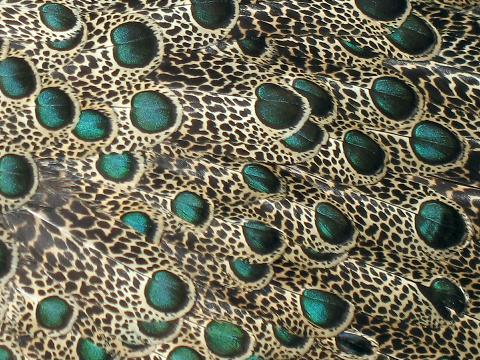
鳳冠孔雀雉的大眼羽毛。

鳳冠孔雀雉很怕羞，分佈在馬來西亞的低地森林。牠們曾一度廣泛分佈在馬來西亞及泰國，且曾在緬甸、新加坡及蘇門答臘出現。牠們現已消失於大部份的地區，餘下的只限於馬來西亞中部。
鳳冠孔雀雉與婆羅洲孔雀雉及巴拉旺孔雀雉都是灰孔雀雉屬內基底的成員，牠們的演化可能是源自於上新世。婆羅洲孔雀雉曾被認為是鳳冠孔雀雉的亞種。
由於持續失去棲息地、數量較少及有限的棲息地，鳳冠孔雀雉被世界自然保護聯盟列為易危，且受到《瀕危野生動植物種國際貿易公約》附錄二的保護。

## 外部連結
- ARKive
- BirdLife Species Factsheet （页面存档备份，存于）